# Aulacodes junctiscriptalis
Aulacodes junctiscriptalis là một loài bướm đêm trong họ Crambidae.